# Sorens
Sorens (frp. Chorin; hist. Schoringen, Soring) – gmina (fr. commune; niem. Gemeinde) w Szwajcarii, w kantonie Fryburg, w okręgu Gruyère. 

## Demografia
W Sorens mieszka 1 105 osób. W 2020 roku 11,9% populacji gminy stanowiły osoby urodzone poza Szwajcarią.

## Transport
Przez teren gminy przebiega autostrada A12.